# 亞提斯球接子屬
光滑亞提斯球接子（學名：Aistagnostus）是亞提斯球接子屬（學名：Aistagnostus）的模式種同時也是唯一的物種，是三葉蟲綱球接子目的一種。Xiang與Zhang在1985年發現的。是在中國新疆維吾爾自治區的長山組（Changshan Formation）。